# Holokrov
Holokrov (angleško holodeck - dobesedno holografski krov) je v namišljenem vesolju Zvezdnih stez oblika navidezne resničnosti.
Holokrov je zaprta soba, kjer se predmeti in bitja simulirajo s kombinacijo replicirane snovi, ki dobiva videz žive oblike s pomočjo šibkih vlečnih žarkov in oblikovanih polj sil, na katera se projicirajo holografske slike. Zvoki in vonji se simulirajo s pomočjo zvočnikov in razprševalcev dišečih tekočin. Občutek velikega prostora se doseže tako, da se polja sil gibljejo skupaj z udeleženci in ti dejansko mirujejo. Pri tem se ohranja perspektiva zaradi uporabe udušenih polj in gravitonskih leč, ki navidezno podaljšajo razdaljo med predmeti, bitji in zvoki. V holokrovu okolje izgleda stvarno in uporabnik lahko vzajemno vpliva na dogodke.
Glavna namena holokrovov sta razvedrilo in urjenje. Včasih jih uporabljajo za poustvarjanje zločinov ali vprašljivih pripetljajev. Na ta način poskušajo priti do dokazov pri sojenjih. Tehnologijo uporabljajo tudi za moralno vprašljive cilje, kot so holosuite, ki jih ima v lasti in jih posoja, velikokrat za spolne namene, Quark na vesoljski postaji Deep Space Nine.